# Голос Монголии
Голос Монголии (монг. Монголын дуу хоолой) — монгольская международная государственная радиостанция. Входит в MNB.

## История
Коротковолновое международное радиовещание в Монголии насчитывает более 40 лет. Первая передача вышла в эфир в сентябре 1964 года и состояла из получасовой передачи на монгольском и китайском языках. В последующие несколько лет монгольское международное радиовещание добавило ещё несколько языков в свой эфир. Английская служба Радио Улан-Батора, которая была переименована в «Голос Монголии», начала свою первую передачу 1 января 1997 года.

## Текущие трансляции
Вещает из Улан-Батора на коротких волнах, а также через Интернет. Все передачи «Голоса Монголии» звучат непосредственно от передающей станции в Хонхоре, находящейся в 25 км к востоку от Улан-Батора, столицы Монголии. Вещание ведётся через передатчики советского производства мощностями 100, 250 и 500 кВт. Передатчики и антенны построены ещё в середине шестидесятых годов XX века. Вещает в общей сложности 8 часов в день на 5 языках: монгольском, английском, китайском, русском и японском.